# Polský podzemní stát
Jako Polský podzemní stát (polsky Polskie Państwo Podziemne) jsou označovány struktury a organizace loajální meziválečnému Polsku během druhé světové války. Uznávaly Polskou exilovou vládu v Londýně. Za začátek Polského podzemního státu je označováno datum 27. září 1939, za zánik pak 1. červenec 1945. Polský podzemní stát působil na území jak okupovaném nacistickým Německem, tak i Sovětským svazem.

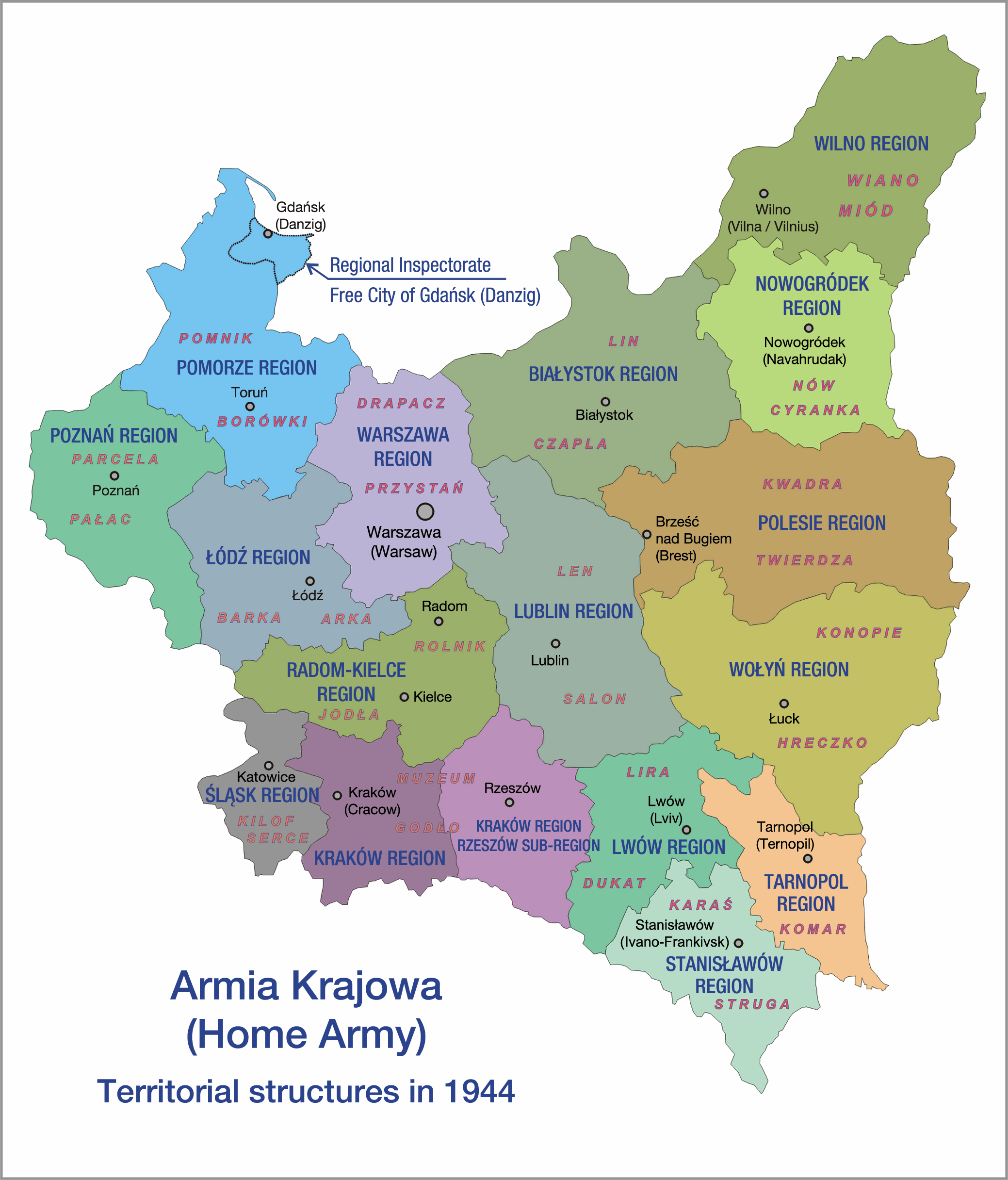
Operativní dělení pro potřeby Armii Krajowej, která bojovala za Polský podzemní stát.

Organizace Polského podzemního státu byla trnem v oku Polské dělnické straně a všem dalším prosovětským skupinám, které proti němu aktivně bojovaly.[zdroj?] Podporovaly jej politické strany meziválečného Polska, dále i s výjimkou Skupiny Szańce. Ozbrojenou formací Polského podzemního státu byla Armia Krajowa a Národní ozbrojené síly.
Po skončení druhé světové války byla během Polské lidové republiky role Polského podzemního státu na odboji proti nacistům marginalizována; plné uznání se mu dostalo až po roce 1989.[zdroj?]